# Fenidon
Fenidon (IUPAC-naam: 1-fenyl-3-pyrazolidinon) is een organische verbinding die hoofdzakelijk gebruikt wordt in ontwikkelaar in de (niet-digitale) zwart-witfotografie. Het is een kristallijne vaste stof, die smelt bij 119 à 121°C.
Fenidon is ook een biologisch actieve stof, met mogelijk medische toepassingen. Het is een antioxidant en een inhibitor van zowel cyclo-oxygenase als lipoxygenase (beide hydrolasen).